# Suardi
Suardi (lombardul: Al Burgh) település Olaszországban, Lombardia régióban, Pavia megyében. Lakosainak száma 574 fő (2023. január 1.). Suardi Frascarolo, Gambarana, Bassignana és Valenza községekkel határos.

## Népesség
A település lakossága az elmúlt években az alábbi módon változott:
| Lakosok száma | 606  | 607  | 574  |
|               | 2017 | 2018 | 2023 |